# Mansion House (Doncaster)
Roncaste Mansion House es un edificio catalogado de grado I en Doncaster, South Yorkshire, Inglaterra. Es propiedad y está administrado por Doncaster Council, y se utiliza para funciones cívicas y privadas, incluidos recorridos, meriendas, servicios de bodas y recepciones oficiales.

## Historia
Se encuentra en el sitio del Carmelite Friary, que se había establecido en Doncaster en 1350 y permaneció hasta su disolución el 13 de noviembre de 1538, después de lo cual los edificios fueron destruidos. Durante el siglo XVIII, la posición de Doncaster en Great North Road trajo riqueza a la ciudad. La corporación del pueblo fue convocada con frecuencia para organizar entretenimientos, inicialmente en la casa del alcalde o en las posadas Ángel o Tres Grullas. En 1719, alquilaron una casa en High Street para celebrar fiestas, pero dejaron que esto caducara alrededor de 1727. Compraron un sitio en High Street en 1738, con la intención de construir una base permanente para el entretenimiento, pero se realizaron pocas construcciones durante varios años. En 1746, James Paine fue nombrado arquitecto en 1746. Aunque joven, Paine ya había trabajado en Nostell Priory y había diseñado Heath House, ambos cerca de Wakefield.
Ya se habían construido Mansion Houses en Newcastle upon Tyne, demolido, York y Londres. Mientras que estos otros edificios contenían tanto salas de recepción formales como viviendas para el alcalde, el de Doncaster se diferenciaba por estar diseñado únicamente para el entretenimiento, aunque algunos alcaldes posteriores utilizaron el espacio del edificio como alojamiento. 
Paine planeó un edificio siguiendo los diseños ya establecidos de las Salas de Asambleas. Se completó en 1748  y se inauguró oficialmente en 1749, la construcción costó 8.000 libras esterlinas. A Paine se le ofreció de inmediato más trabajo en Doncaster, comenzando con reformas en Cusworth Hall. Publicó sus diseños para la Mansion House en 1751. Este trabajo mostró el edificio flanqueado por otras dos estructuras, marcadas como casas para el secretario municipal y el registrador, pero estas nunca formaron parte del encargo y no se construyeron.
William Lindley amplió el edificio entre 1801 y 1806, agregando un ático, un salón de banquetes trasero y un descanso trasero.

## Amigos de Doncaster Mansion House
La organización benéfica Friends of Doncaster Mansion House, número de organización benéfica registrada 1171398, se formó en enero de 2015 “para ayudar al Consejo de Doncaster a conservar, restaurar, investigar, interpretar y exhibir la Mansion House y su contenido en beneficio de todos los sectores de la comunidad y para generación futura a abrir la Mansion House al público”.
En 2017, los Amigos de Doncaster Mansion House dirigieron el Festival James Paine, las celebraciones del 300 aniversario del nacimiento de James Paine, arquitecto del edificio.